# Marató d'Amsterdam
La Marató d'Amsterdam (neerlandès: Marathon van Amsterdam) és una  prova de marató (42.195 km) que se celebra anualment a Amsterdam, Països Baixos, des de 1975. La cursa de carretera té una Etiqueta d'Or de la IAAF. Durant l'esdeveniment, hi ha també una cursa de Mitja Marató (21.097 km) i una de 8 km. El recorregut comença i finalitza a l'Estadi Olímpic. La cursa és plana, amb un alçada màxima de 33 ft a la 23a milla.

## Història

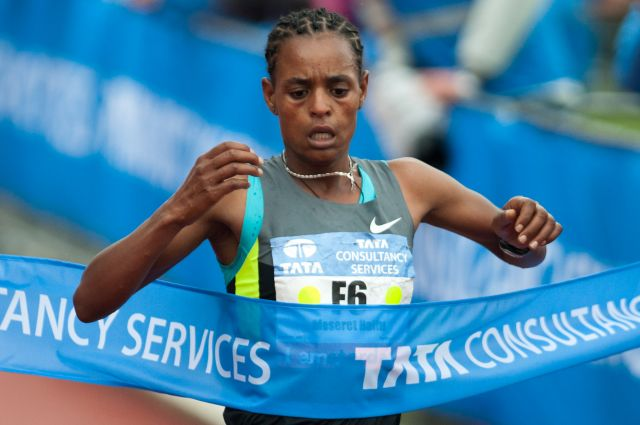
Meseret Hailu guanyant la cursa del 2012

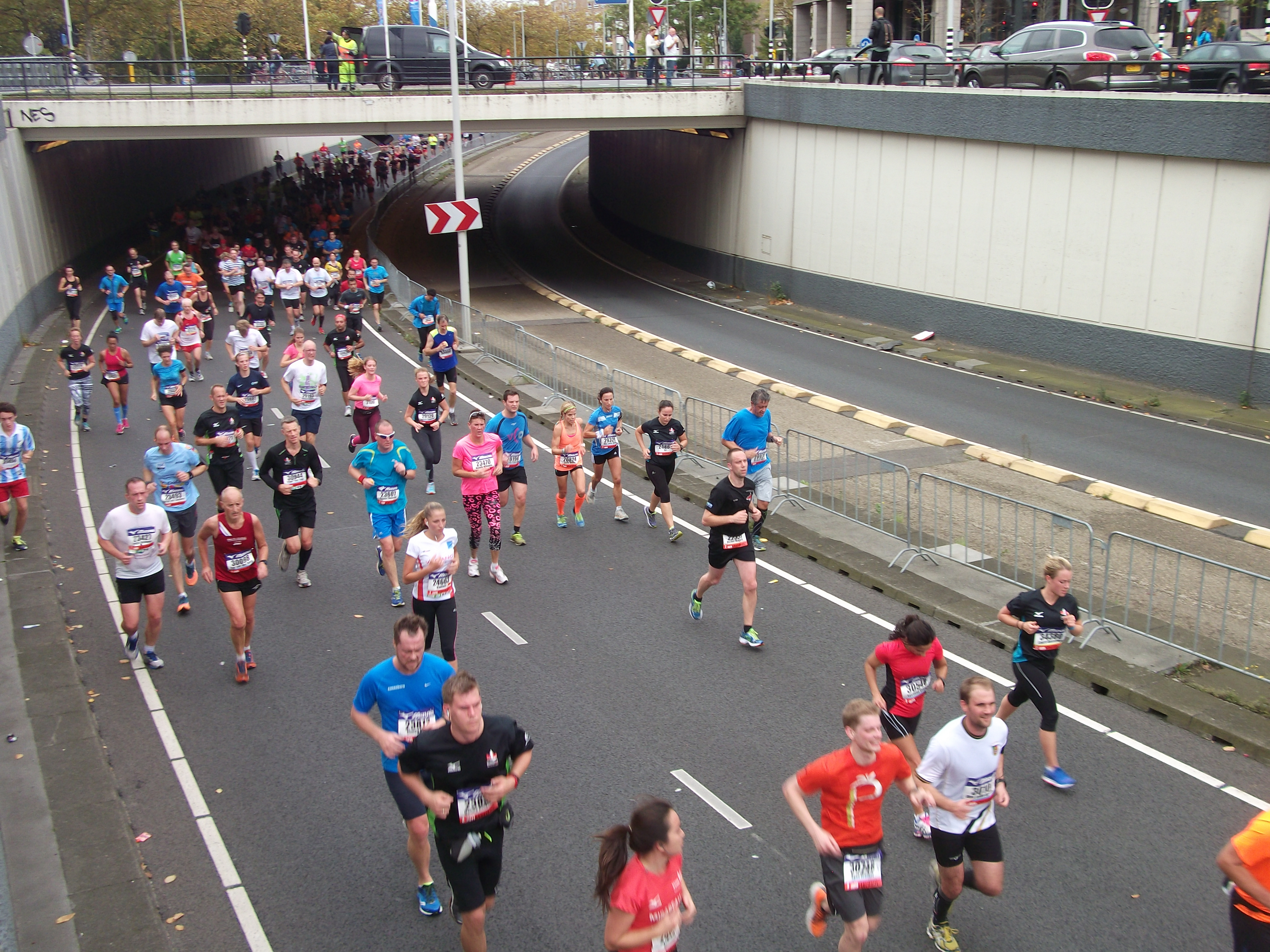
Marató d'Amsterdam 2014

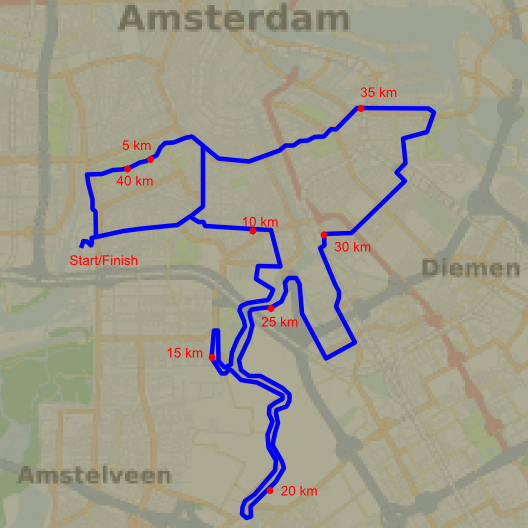
Ruta de la marató any 2007

La primera marató d'Amsterdam es va celebrar el 5 d'agost de 1928, durant els Jocs Olímpics. Va ser guanyada per Boughera El Ouafi amb un temps de 2:32:57.
Després dels Jocs Olímpics no es va celebrar cap marató a Amsterdam fins 1975. Des d'aquell any la marató se celebra anualment, a excepció de 1978.
El rècord de la cursa de 1980 de 2:09:01 el va establir el neerlandès Gerard Nijboer que podria ser considerat un rècord mundial oficiós, ja que el rècord reconegut en aquell temps de 2:08:34, fet a Anvers, havia estat corregut en una cursa que era 500 metres més curta. Però la IAAF no reconeix el temps de Nijboer com a rècord.
L'any 2005, el titular de rècord mundial anterior en la marató, Haile Gebrselassie, va guanyar el seu primer Marató d'Amsterdam amb la millor marca (2:06:20) de la temporada 2006.
L'any 2010 Getu Feleke va acabar amb 2:05:44 i va millorar el rècord de la cursa de 2009 per 34 segons.
L'any 2012 el Kenià Wilson Chebet va guanyar la cursa amb un temps de 2:05:41 i va batre el rècord de la cursa anterior per només tres segons. En el mateix any, l'atletaetíop Meseret Hailu va fer un nou rècord femení de la cursa  amb un temps de 2:21:09.
| Evolució dels rècords de la cursa | Evolució dels rècords de la cursa | Evolució dels rècords de la cursa |
| Data                              | Atleta                            | Temps                             |
| --------------------------------- | --------------------------------- | --------------------------------- |
| 5 agost 1928                      | Boughera El Ouafi França          | 2:32:57                           |
| 3 maig 1975                       | Jørgen Jensen Dinamarca           | 2:16:51                           |
| 21 maig 1977                      | Bill Rodgers Estats Units         | 2:12:47                           |
| 26 abril 1980                     | Gerard Nijboer Països Baixos      | 2:09:01 WR                        |
| 2 novembre 1997                   | Sammy Korir Kenya                 | 2:08:24                           |
| 1 novembre 1998                   | Sammy Korir Kenya                 | 2:08:13                           |
| 17 octubre 1999                   | Fred Kiprop Kenya                 | 2:06:47                           |
| 19 octubre 2003                   | William Kipsang Kenya             | 2:06:39                           |
| 17 octubre 2004                   | Robert Cheboror Kenya             | 2:06:22                           |
| 16 octubre 2005                   | Haile Gebrselassie Etiòpia        | 2:06:20                           |
| 18 octubre 2009                   | Gilbert Yegon Kenya               | 2:06:18                           |
| 17 octubre 2010                   | Getu Feleke Etiòpia               | 2:05:44                           |
| 21 octubre 2012                   | Wilson Chebet Kenya               | 2:05:41                           |
| 20 octubre 2013                   | Wilson Chebet Kenya               | 2:05:36                           |
| 16 octubre 2016                   | Daniel Wanjiru Kenya              | 2:05:21                           |
| 15 octubre 2017                   | Lawrence Cherono Kenya            | 2:05:09                           |